# (生)林檎博'14 ―年女の逆襲―
『(生)林檎博'14 ―年女の逆襲―』（まるなまりんごはく14 としおんなのぎゃくしゅう）は日本のシンガーソングライター・椎名林檎のライブ映像集。2015年3月18日にユニバーサルミュージックより初回完全限定生産で発売された。2015年3月25日には別バージョンの『RINGO EXPO Professional Academic 2014』が椎名の個人事務所・黒猫堂からDVDのみ通販限定で発売された。

## 概要
本作は椎名が2014年に開催したアリーナツアー「椎名林檎 林檎博'14 ―年女の逆襲―」より12月10日の大阪城ホール公演を完全収録したライブ映像集。DVD（規格品番：TYBT-19011）・Blu-ray Disc盤（規格品番：TYXT-19005）とも初回完全限定生産のみでの発売。ケース付き3Dレンチキュラー・ハードカバー・ブック仕様で、年女のパンフ付き。
別バージョンの『RINGO EXPO Professional Academic 2014』には、2014年12月21日に開催された千秋楽のマリンメッセ福岡公演の模様をステージを中心に見据えたポジションから固定カメラで撮影した、音響も映像も未編集のままの映像が収められている。本来はスタッフの演出確認用として扱われていたもので、パフォーマンスや舞台演出が客席の目線で捉えられている。

## 収録曲
全作詞・作曲：椎名林檎（注記を除く）
| #   | タイトル                                               | 作詞 | 作曲・編曲 |
| --- | ------------------------------------------------------ | ---- | ---------- |
| 1.  | 「今」                                                 |      |            |
| 2.  | 「葬列」                                               |      |            |
| 3.  | 「赤道を越えたら」                                     |      |            |
| 4.  | 「都合のいい身体」                                     |      |            |
| 5.  | 「やっつけ仕事」                                       |      |            |
| 6.  | 「走れゎナンバー」                                     |      |            |
| 7.  | 「渦中の男」                                           |      |            |
| 8.  | 「遭難」                                               |      |            |
| 9.  | 「JL005便で」                                          |      |            |
| 10. | 「私の愛するひと」                                     |      |            |
| 11. | 「禁じられた遊び」(作曲：椎名林檎、伊澤一葉)           |      |            |
| 12. | 「暗夜の心中立て」                                     |      |            |
| 13. | 「Between Today and Tomorrow」                         |      |            |
| 14. | 「決定的三分間」                                       |      |            |
| 15. | 「能動的三分間」                                       |      |            |
| 16. | 「ちちんぷいぷい」                                     |      |            |
| 17. | 「密偵物語」(作詞： Jack Brown)                        |      |            |
| 18. | 「殺し屋危機一髪」(作曲：椎名林檎、タブゾンビ)         |      |            |
| 19. | 「望遠鏡の外の景色」(作詞：椎名林檎、野田秀樹)         |      |            |
| 20. | 「最果てが見たい」                                     |      |            |
| 21. | 「NIPPON」                                             |      |            |
| 22. | 「自由へ道連れ」                                       |      |            |
| 23. | 「流行」(唄：椎名林檎と浮雲；作詞：椎名林檎、坂間大介) |      |            |
| 24. | 「主演の女」                                           |      |            |
| 25. | 「静かなる逆襲」                                       |      |            |
| 26. | 「マヤカシ優男」                                       |      |            |
| 27. | 「ありきたりな女」                                     |      |            |

## ツアー「林檎博'14 ―年女の逆襲―」
「椎名林檎 林檎博'14 ―年女の逆襲―」は、椎名林檎が2014年11月から12月にかけて開催したアリーナツアー。同年に発売された5作目のオリジナルアルバム『日出処』やセルフカバーアルバム『逆輸入 〜港湾局〜』の収録曲を中心に、一部初期の楽曲や東京事変名義の楽曲なども含まれたセットリストとなっている。また東京事変のライブではすでに披露されていた自身の楽曲「葬列」が、今回のソロのライブで満を持しての初披露となった。同公演で椎名は、電子楽器、管楽器、弦楽器、打楽器、さらにはダンサーを擁した総勢37名からなる「The Mighty Galactic Empire（銀河帝国軍楽団）」とともにライヴを行った。
本編のステージ構成は“天地創造”、“文明開化”、“心中未遂”、“任務遂行”、“輪廻転生”、“開店準備”、“閉店準備”といったテーマに基づいた選曲とステージ衣装選びや演出が施されており、ドラマチックな照明やイラスト、ＣＧ、アニメ、ムービーを駆使したイメージ映像が国内最高峰の首席奏者たちやダンサーのパフォーマンスとシンクロしながら一大絵巻が展開された。 

### 日程
| 公演日         | 会場                     | 開場/開演   |
| -------------- | ------------------------ | ----------- |
| 2014年11月29日 | さいたまスーパーアリーナ | 17:00/18:00 |
| 2014年11月30日 | さいたまスーパーアリーナ | 16:00/15:00 |
| 2014年12月9日  | 大阪城ホール             | 18:00/19:00 |
| 2014年12月10日 | 大阪城ホール             | 18:00/19:00 |
| 2014年12月21日 | マリンメッセ福岡         | 18:00/19:00 |

### セットリスト
| 1. 今 2. 葬列 3. 赤道を越えたら 4. 都合のいい身体 5. やっつけ仕事 6. 走れゎナンバー 7. 渦中の男 8. 遭難 9. JL005便で 10. 私の愛するひと 11. 禁じられた遊び 12. 暗夜の心中立て（石川さゆりのセルフカバー） 13. Between Today and Tomorrow 14. 決定的三分間（栗山千明のセルフカバー） 15. 能動的三分間 | 1. ちちんぷいぷい 2. 密偵物語 3. 殺し屋危機一髪 4. 望遠鏡の外の景色 5. 最果てが見たい（石川さゆりのセルフカバー） 6. NIPPON 7. 自由へ道連れ 8. 流行 9. 主演の女（PUFFYのセルフカバー） 10. 静かなる逆襲 アンコール 1. マヤカシ優男 2. ありきたりな女 |

### 演奏
The Mighty Galactic Empire（銀河帝国軍楽団）
| - Bass：鳥越啓介 - Drums：みどりん - Key：ヒイズミマサユ機 - Accordion：佐藤芳明 - Guitar & Vox：浮雲 - Guitar：竹内朋康 - Conductor & Violin：斎藤ネコ - Concertmaster：グレート栄田 - Violin：小倉達夫、桐山なぎさ、滝沢幸二郎、矢野晴子、桑田穣、丸山明子、角田知寿子、入江茜、山本大将 - Viola：山田雄司、高嶋麻由 | - Cello：笠原あやの、前田善彦 - Harp：朝川朋之 - Percussion：MATARO、高田みどり - Trumpet：西村浩二、横山均、菅家隆介 - Trombone：村田陽一、奥村昇、山口隼士 - Alto sax：竹野昌邦、庵原良司 - Tenor sax：渕野繁雄 - Baritone sax：つづらのあつし、アンディウルフ - Dancer：AyaBambi（Aya Sato、Bambi Sato） - Manipulator：中山信彦 |